# Хатебурга Мерзебургская
Хатебу́рга Мерзебу́ргская (нем. Hatheburg von Merseburg; около 880 — после 909) — дочь мерзебургского графа Эрвина и первая супруга короля Генриха Птицелова (в последний год брака — наследника саксонского престола).

## Биография
К моменту заключения брака с Генрихом Птицеловом в 906 году Хатебурга уже успела овдоветь и постричься в монахини, вследствие чего церковь противостояла и препятствовала выбору короля, однако Генрих был настойчив и всё-таки женился на Хатебурге. Как впоследствии сообщал Титмар Мерзебургский, настойчивость эта объяснялась «её красотой и пользой от наследования богатства». В браке между ними родился единственный сын Танкмар.
В 909 году Генрих развёлся с Хатебургой, сославшись на незаконность заключения брака. После развода незаконорожденным стал считаться и старший сын Генриха, Танкмар, который в одной из хроник времён наследника Генриха, Оттона I Великого, назван «братом короля, рождённым от наложницы». Истинной причиной развода стало изменение положения Генриха: его старшие братья, Танкмар и Людольф, к тому моменту уже умерли, что сделало Генриха наследником отца. Для упрочения своего положения Генрих решил найти более знатную супругу. Ею стала Матильда Вестфальская. Хатебурга же после развода удалилась в монастырь, однако её приданое Генрих удержал за собой.